# 藺灘波島
33°39′3″N 139°17′56″E / 33.65083°N 139.29889°E

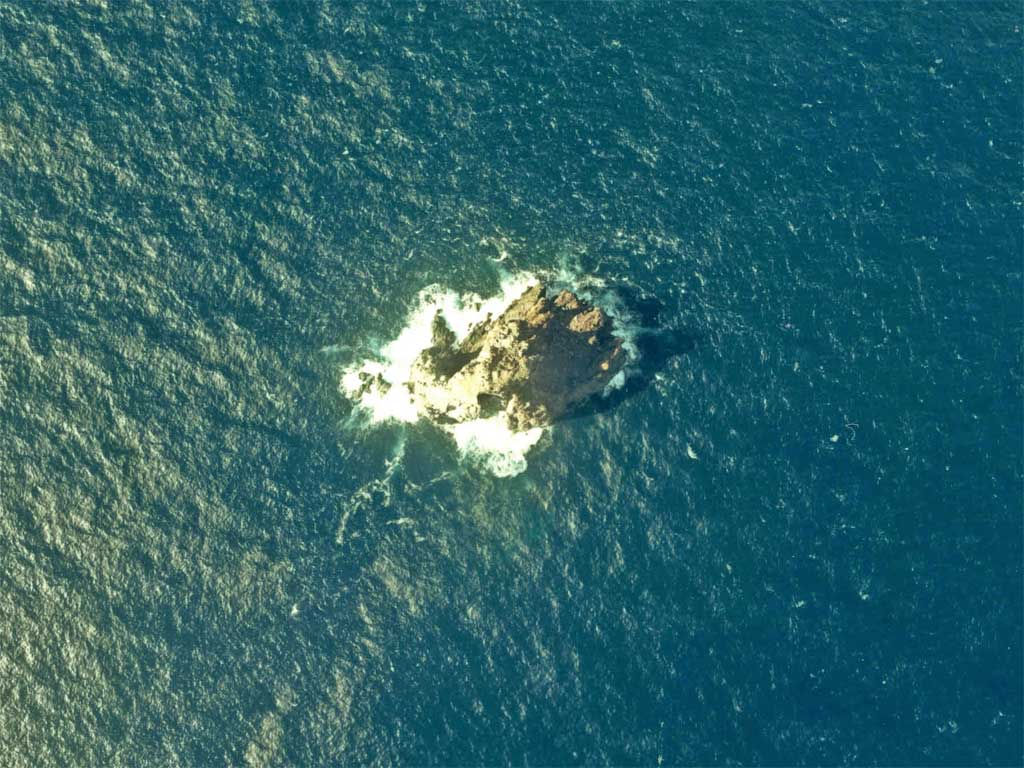
藺灘波島

藺灘波島是日本伊豆群島的島。無人島。它屬於東京都御藏島村。